# I'LL BE (Mr.Children單曲)
《I'LL BE》是日本樂團Mr.Children的第17張單曲。1999年5月12日發行。

## 簡介
是樂團主唱櫻井和壽為他在足球界的好友名波浩所作的應援歌，當時名波即將要從磐田喜悅轉會至意甲球隊威尼斯，對自己的前路非常迷茫，因此櫻井特意創作這首歌為他加油。
原本收錄在同年2月已經發行的原創專輯《DISCOVERY》中，全場9分多鐘，是以往Mr.Children歌曲中最長的一首，漫長的intro，由最初的靜謐逐漸上升，然後連續爆發高音；被認為是Mr.Children這那個時期的一首傑出代表作。5月將這首歌單曲化發行，作了大幅修改，開頭的長intro也被刪減了許多，使得歌曲原本的滄桑感減少，變得比較輕快。但是這樣的修改卻普遍認為不夠原始版本的精彩，單曲的銷量也很不理想，只有30.1萬張，是1999年日本單曲銷量第73位。

## 收錄曲目
1. I'll be
作詞、作曲：櫻井和壽；編曲：小林武史 & Mr.Children
百時美施貴寶「SEA BREEZE」的廣告歌
2. Surrender
作詞、作曲：櫻井和壽；編曲：小林武史 & Mr.Children

## 外部連結
- 唱片介紹（页面存档备份，存于） Mr.Children官方網站